# Blumea tenella
Blumea tenella là một loài thực vật có hoa trong họ Cúc. Loài này được DC. ex Decne mô tả khoa học đầu tiên năm 1834.